# Vinallop
Vinallop és un nucli de població adscrit al municipi de Tortosa, a la comarca del Baix Ebre i compta amb poc més de 378 habitants entre els seus dos nuclis disseminats.

## Història
Els indicis de poblament a la zona de Vinallop més antics trobats fins ara corresponen a enterraments del Neolític al Mas de Xíes (de mitjan V mil·lenni abans de Crist), encara que les restes arqueològiques més conegudes es troben al Pla de les Sitges, conegut des d'antic a causa de la gran quantitat de sitges fetes a la roca per emmagatzemar grans. La cronologia d'aquest lloc sembla correspondre a l'època dels ibers.
De l'època romana s'han localitzat alguns enterraments (també a la zona del Pla de les Sitges) i una làpida funerària a la partida de Mianes.
Durant l'època islàmica Vinallop hi va rebre el seu nom (probablement Bin Ayyub) i s'hi han fet troballes de ceràmiques andalusines a diversos llocs.
A partir del moment de la conquesta cristiana del territori de Tortosa (mitjans del segle XII) hi comencem a trobar documents amb el nom de Vinallop (Abinalop) i la informació que donen aquests escrits assenyalen un ús agrari del territori de Vinallop i un poblament molt dispers que no es començarà a concentrar fins a mitjan segle xix amb el projecte de construcció d'una estació de tren a la zona situada al voltant de l'actual placeta de l'església.
Malgrat el fracàs d'aquest projecte ferroviari, a partir d'aquest moment es comença a aglutinar un petit nucli urbà al voltant de l'església parroquial, dedicada a la Divina Pastora i construïda pels voltants de l'any 1853. El primer prevere coadjutor fou Josep Valldeperes, nomenat el dia 1 d'agost de l'any 1861. De forma paral·lela, la construcció del Canal de la Dreta de l'Ebre també impulsa un creixement demogràfic a les zones regables d'aquest canal. A principis del segle XX es comença a consolidar un altre petit nucli urbà a la zona alta, dalt la costa de Vinallop, al costat de la carretera de València prop d'una antiga venta de viatgers.
La crisi de l'agricultura tradicional a partir de la dècada dels seixanta del segle XX motivà una clara davallada en el nombre d'habitants, empesos a marxar a viure sobretot al nucli urbà de Tortosa, per millorar la seva situació laboral. Darrerament la construcció de nous habitatges, tant a les zones rurals com al nucli de dalt permeten esperar en un futur proper una recuperació demogràfica del lloc.
L'any 2011 s'ha inaugurat un Complex Ciclista que complementa la instal·lació del Velòdrom de Tortosa.

## Llocs d'interès
Patrimonialment Vinallop conserva restes de les trinxeres que l'exèrcit feixista feu servir per a fustigar l'accés a la ciutat de Tortosa entre 1938 i 1939 així com les troballes arqueològiques ja esmentades.